# Heilig Hartbeeld (Sittard)
Het Heilig Hartbeeld is een standbeeld in de Nederlandse plaats Sittard, in de provincie Limburg.

## Achtergrond
In 1938 werden, naar een ontwerp van architect Jos Wielders, een klooster en kapel gebouwd gewijd aan de heilige Gemma. Rond 1944 werd bij het klooster een Heilig Hartbeeld geplaatst dat werd gemaakt door Albert Meertens. Het beeld werd gebakken in het Atelier St. Joris in Beesel. Meertens maakte later een meer gestileerde stenen variant van het beeld voor de pastorie van de Sint-Willibrorduskerk in Bergschenhoek.

## Beschrijving
Het keramieken beeld bestaat uit een staande Christusfiguur, gekleed in gedrapeerd gewaad. Hij houdt zijn beide handen geheven ter hoogte van het Heilig Hart op zijn borst. 
Het beeld staat op een getrapte, gemetselde sokkel, waarop een plaquette is aangebracht met de tekst 

ZIET DE
BRUIDEGOM
KOMT
GAAT HEM
TEGEMOET